# Gastrancistrus polles
Gastrancistrus polles är en stekelart som beskrevs av Walker 1843. Gastrancistrus polles ingår i släktet Gastrancistrus och familjen puppglanssteklar. Inga underarter finns listade i Catalogue of Life.